# 拉凱訥空襲
拉凱訥空襲是英國皇家空軍第2戰術航空隊在諾曼第一次成功的空襲行動。這次空襲發生在1944年6月10日，攻擊西部裝甲集團設在拉凯讷的司令部，令德軍失去了對其裝甲部隊的指揮。這次空襲導致裝甲集團司令受傷，德軍通訊中斷和令德軍把司令部撤到巴黎。

## 進攻
在諾曼第戰役期間，西部裝甲集團總部設立在拉凯讷的城堡內。1944年6月9日，諾曼第登陸3天之後，司令部所在地被英國情報處絕對機密行動破譯了德軍通訊密碼發現。 1944年6月10日第2戰術航空隊的飛機轟炸了村莊。 這次空襲由40架配備RP-3航空火箭彈的霍克颱風式戰鬥轟炸機分3次攻擊波從低空和61架從12,000英尺投下了500鎊炸彈的B-25米切爾型轟炸機實施。

## 傷亡和損失
18個司令部工作人員死於空襲，其中包括參謀長西吉斯蒙德-赫爾穆特·馮·達萬斯少將是空襲中喪生的最高級人員。該集團的司令，萊奧·蓋爾·馮·施韋彭堡亦受傷。 雖然城堡沒有嚴重受損，但在附近停泊司令部車輛的果園被徹底炸毀 及通訊設備被破壞。

## 影響
司令部因空襲而未能運作及撤退到巴黎。 該區域的德軍暫時由武裝親衛隊第1裝甲軍指揮。這次襲擊只破壞了西線德軍指揮大量的機動師團的能力。